# Gaia (film, 2021)
Pour les articles homonymes, voir Gaïa (homonymie).
Pour plus de détails, voir Fiche technique et Distribution.
Gaia est un film sud-africain réalisé par Jaco Bouwer, sorti en 2021.

## Synopsis
Pendant une mission de surveillance, dans une forêt vierge, une garde forestière rencontre deux survivalistes menant une vie post apocalyptique. Le garçon et son père semblent avoir leur propre religion, ainsi qu'une mystérieuse relation avec la nature. Leur existence demeure une énigme, mais lorsque leur cabane est attaquée, la nuit, par d'étranges créatures humaines, elle se rend compte qu'il y'a un mal bien plus grand en ces terres sauvages.

## Fiche technique
- Titre original : Gaia
- Réalisation : Jaco Bouwer
- Pays d'origine :  Afrique du Sud
- Langue originale : Anglais
- Date de sortie :

## Distribution
- Monique Rockman : Gabi
- Carel Nel : Barend
- Alex Van Dyk : Stefan
- Anthony Oseyemi : Winston